# KC-X 사업

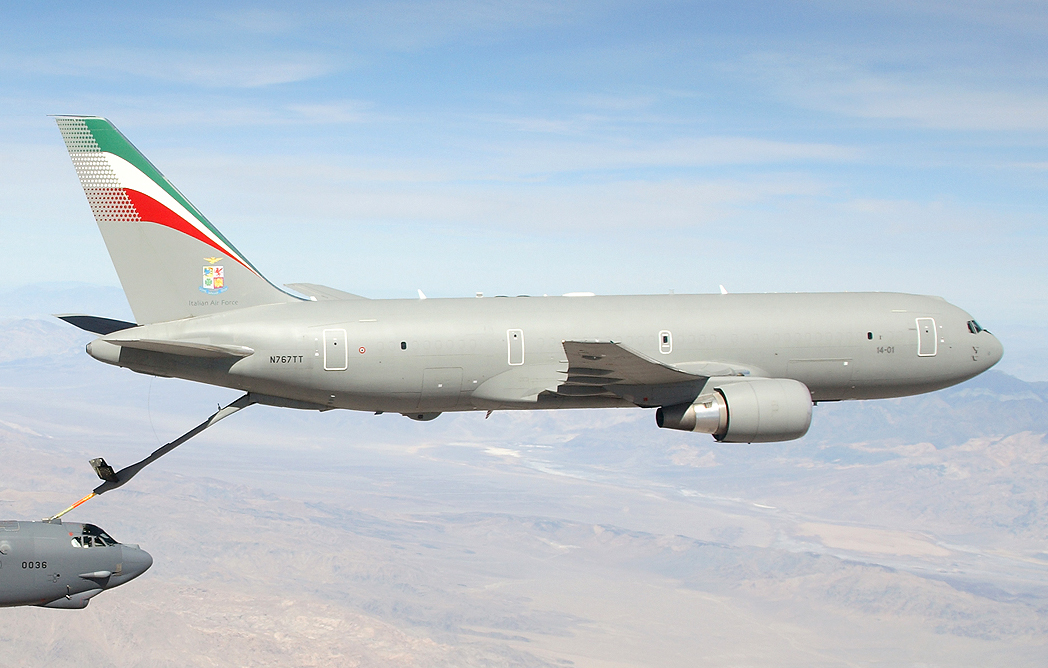
이탈리아 공군의 KC-767A. 최대이륙중량 186톤

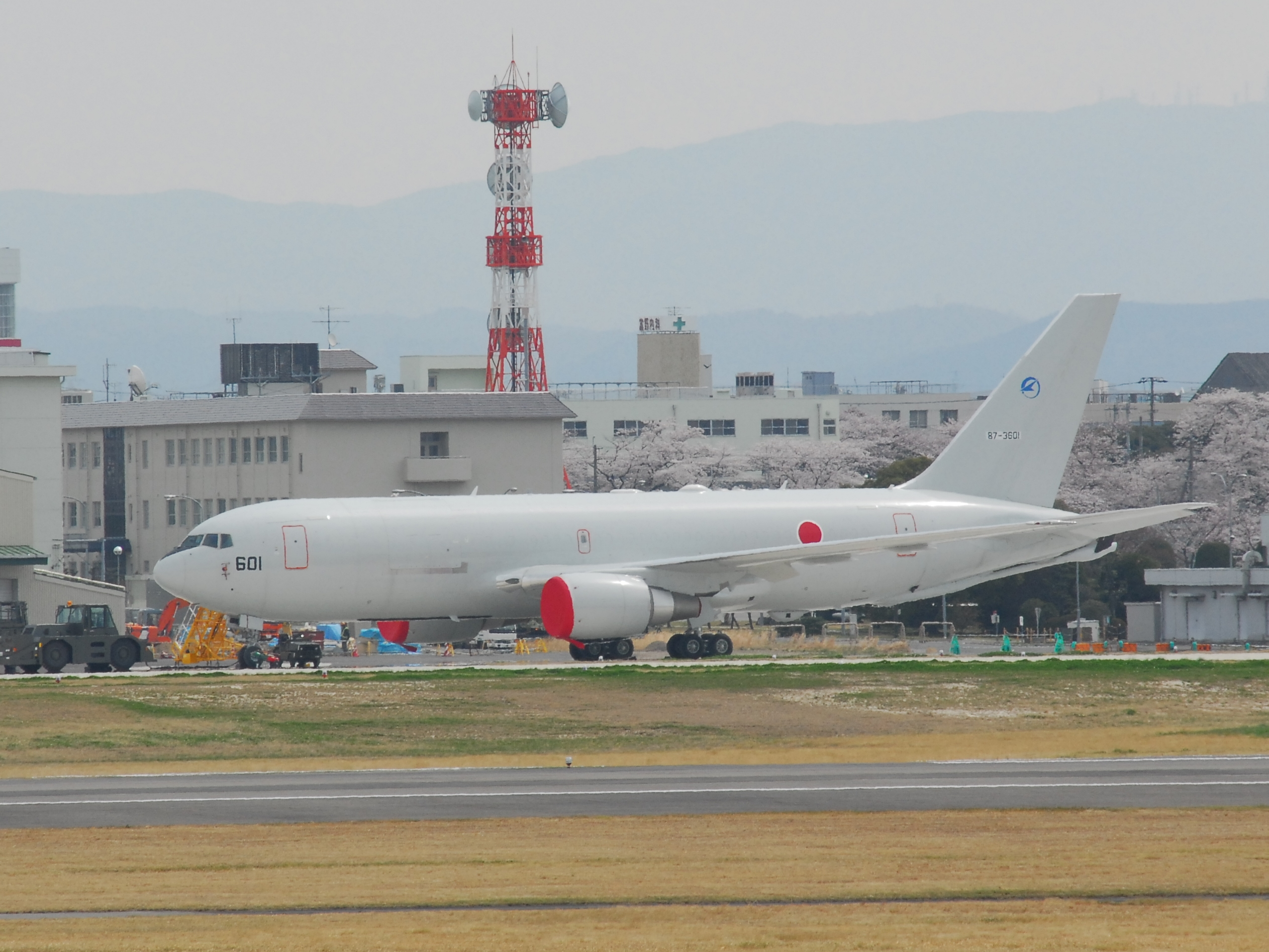
일본 항공자위대의 KC-767J. 최대이륙중량 186톤

KC-X 사업은 미국 공군의 구형 KC-135를 교체하는 사업이다. KC-45은 부정부패 등의 문제로 취소되었으나, 2011년 2월 KC-46이 새로 진행 중이다.
KC-135는 1957년 미국 공군이 처음 사용한 이후, 50년 넘게 현역으로 계속 사용하고 있는 6개의 고정익 항공기 중 하나이다. 전 세계 항공기 중 50년 넘게 현역으로 사용하고 있는 항공기는 KC-135를 포함해서 투폴레프 Tu-95, C-130 허큘리스, B-52 스트래토포트리스, 잉글리시 일렉트릭 캔버라 그리고 록히드 U-2 이렇게 6개뿐이다.
KC-X 공개입찰에서는 미국의 보잉 KC-767과 유럽의 에어버스 A330 MRTT가 경쟁했다.
- KC-135 - 최대이륙중량 146톤, 50년 이상 사용
- 보잉 KC-767 - 최대이륙중량 186톤, 미국 보잉사 제품
- 에어버스 A330 MRTT - 최대이륙중량 233톤, 유럽 EADS 제품

2002년에 KC-135E를 교체하기 위해 미국 공군에 의해 선정된 후 KC-767A 라는 제식명칭을 받았다.
2003년 12월 보잉사의 부정부패 사건이 발각되어 계약이 동결되었다.
보잉 KC-767는 이탈리아와 일본이 각각 4대씩 계약했다. 그러나 개발비가 10억 달러가 넘어서 주문이 많아야 하는데, 170여대를 1차 주문하는 미국 공군의 계약을 수주할 것을 기대하고 있다.
2008년 2월 미 국방부는 노스럽 그러먼과 EADS가 개발한 KC-30을 선택했고, 공식 제식명칭을 KC-45A로 정해주었다.
2008년 3월 11일 보잉은 미국 공군의 결정에 항의를 했고, 2008년 6월 18일 미국 연방회계감사원(GAO)은 보잉의 항의를 지지하여 유럽 에어버스 공중급유기의 도입이 불투명해졌다. 그러나 2008년 8월 KC-X 입찰은 취소되었다. 2011년 2월 같은 모델의 사업인 KC-46 개발이 다시 진행 중이다.

## 대한민국 KC-X 사업
- 대한민국의 공중급유기 도입사업으로 대한민국 KC-X 사업 참조

## 같이 보기
- KC-10 익스텐더